# 1900 v dopravě
Tento článek obsahuje seznam událostí souvisejících s dopravou, které proběhly roku 1900.

## Události
- 7. února

 V Jablonci nad Nisou byl zahájen provoz elektrické tramvaje.
- 28. dubna

 V Libni vyrobena první česká lokomotiva.
- 1. května

 Byl zahájen železniční provoz v úseku Vrané nad Vltavou – Krhanice.
- 3. května

 Byl zahájen železniční provoz na trati Raspenava – Bílý Potok pod Smrkem.
- 2. června

 Byl zahájen železniční provoz na trati Kyjov – Mutěnice.
- 21. června

 V Brně byl zahájen provoz elektrické tramvaje, při této příležitosti byl současně ukončen osobní provoz parní tramvaje.
- 30. června

 Byl zahájen železniční provoz na trati Tršnice – Luby u Chebu.
- 19. července

 Otevřeno Pařížské metro; jeho první linka pod Avenue des Champs-Élysées.
- 6. srpna

 Byl zahájen železniční provoz na trati Poběžovice – Staňkov.
- 15. srpna

 Ukončen provoz první elektrické tramvaje na území Česka – Křižíkovy Elektrické dráhy na Letné v Praze
- 8. září

 Byl zahájen železniční provoz na trati Břeclav – Kúty.
- 23. října

 Byla zahájena železniční doprava v úseku Kmetiněves – Roudnice nad Labem.
- 7. prosince

 Byla zahájena železniční doprava v úseku Šurany – Nové Zámky.
- 15. prosince

 Byla zahájena železniční doprava v úseku Kolín – Rataje nad Sázavou.

## Neurčené datum
- Vybudování metra v Berlíně